# Fricativa pós-alveolar não sibilante sonora
A fricativa pós-alveolar não sibilante sonora é um som consonantal. Como o Alfabeto Fonético Internacional não possui símbolos separados para as consoantes pós-alveolares (o mesmo símbolo é usado para todos os locais de articulação coronais que não são palatalizados), este som geralmente é transcrito ⟨ɹ̠˔⟩ (retraído contraído [ɹ] ) O símbolo X-SAMPA equivalente é r\_-_r.

## Características
- Sua forma de articulação é fricativa, ou seja, produzida pela constrição do fluxo de ar por um canal estreito no local da articulação, causando turbulência. No entanto, não tem a língua estriada e fluxo de ar direcionado, ou as altas frequências de uma sibilante.[1]
- Seu local de articulação é pós-alveolar, o que significa que é articulado com a ponta ou a lâmina da língua atrás da crista alveolar.[1]
- Sua fonação é sonora, o que significa que é produzida com vibrações das cordas vocais.[1]
- É uma consoante oral, o que significa que o ar só pode escapar pela boca.[1]
- É uma consoante central, o que significa que é produzida direcionando o fluxo de ar ao longo do centro da língua, em vez de para os lados.[1]
- O mecanismo da corrente de ar é pulmonar, o que significa que é articulado empurrando o ar apenas com os pulmões e o diafragma, como na maioria dos sons.[1]

## Ocorrência
| Língua     | Língua     | Palavra | AFI     | Significado | Notas                                                                                       |
| ---------- | ---------- | ------- | ------- | ----------- | ------------------------------------------------------------------------------------------- |
| Neerlandês | Neerlandês | meer    | [meːɹ̠˔] | Lago        | Um alofone pós-vocálica raro de /r/. Realization of /r/ varies considerably among dialects. |
| Tailandês  | Krungthep  | ยี       | [ɹ̠˔īː]  | Destruir    | Contraste com o sotaque Ayutthaya (sotaque padrão) que usa [j] no lugar.                    |
| Mandarin   | Tainan     | 肉      | [ɹ̠˔ôʊ]  | Carne       | Contrasta com o mandarim de Taipei (sotaque padrão) que usa [ɹ̠] no lugar.                   |
| Manx       | Manx       | mooar   | [muːɹ̠˔] | Lago        | Livre variações com outros alofones da coda /r/.                                            |